# Askia Mohammed Gao
Askia Mohammed Gao – ostatni władca imperium songhajskiego, syn Askii Dauda. Objął władzę w ostatnich miesiącach 1591 roku po porażce Askii Ishaka II z wojskami marokańskimi. Jeszcze w tym samym roku, po około czterdziestu dniach od objęcia władzy, został zwabiony w pułapkę i zabity przez Marokańczyków.

## Życiorys

### Przed objęciem władzy
Mohammed Gao był jednym z bardzo wielu synów Askii Dauda, panującego w Songhaju w latach 1549–1582. O ile za życia Dauda państwo było stabilne i panował w nim porządek, to po jego śmierci liczni potomkowie rozpoczęli walkę o władzę. Mohammed Gao uczestniczył w spisku Kurmina-fari El-Hadża przeciwko Askii Mohammedowi II, zmienił jednak front wraz z innymi braćmi i obrócił się przeciwko buntownikowi. Za panowania Askii Ishaka II doszło do inwazji marokańskiej, która zastała Mohammeda Gao na stanowisku balamy. Jako osoba dzierżąca ten tytuł był on jednym z najwyższych dowódców armii songhajskiej oraz zarządcą prowincji Dyina. Tradycyjnie garnizon balamy stacjonował w porcie Karaba w pobliżu Timbuktu. Askia Ishak II przegrał pierwszą większą bitwę z siłami marokańskiego paszy Dżaudara (Judar Paszy) pod Tondibi. Sułtan Maroka odrzucił propozycję pokojową Askii i wysłał kolejną ekspedycję z paszą Mahmudem ben Zergunem na czele. Decydująca bitwa, jaką wydał on Ishakowi II miała miejsce nad Nigrem, w pobliżu miejscowości Bamba, gdzie armia Songhaju została ponownie rozgromiona. Mohammed Gao uczestniczył w walkach z wojskami paszy. Podczas ucieczki po przegranej bitwie został postrzelony z muszkietu, w wyniku czego zachorował.

### Przejęcie tytuły Askii
Pokonany Ishak II zebrał oddział 1200 najlepszych jeźdźców i polecił dowodzącemu mu hi-koi (naczelnikowi floty rzecznej) Laha uderzenie na stacjonującego w miejscowości Kukia paszę. Do tego właśnie oddziału, miał na czele 100 kawalerzystów dołączyć Mohammed Gao. Żołnierze obwołali Mohammeda nowym Askią, zaś Ishak II ratował się ucieczką do prowincji Gurma, gdzie został zabity. Inna wersja historii podaje, że sama bitwa rozegrała się w Gurma, i od razu po niej Askia Ishak salwował się ucieczką, zakończoną śmiercią z rąk Tuaregów . W tym wypadku przejęcie władzy przez Mohammeda Gao miałoby inny charakter. Jednym z pierwszych posunięć nowego Askii było uwolnienie dwóch jego braci uwięzionych przez Askię Mohammeda Bani – fari-mundio Tafę i benga-farmę Nuha.

### Podstęp Marokańczyków
Część braci Mohammeda Gao, na czele z Sulejmanem zaczęła przechodzić na stronę najeźdźców. Aby zapobiec rozbiciu państwa, nowy Askia rozpoczął za pośrednictwem swojego sekretarza Bukara Lanbara negocjacje pokojowe z paszą Mahmudem. Ponieważ w szeregach Mahmuda panował głód, poprosił on Mohammeda o wysłanie pożywienia, na co ten przystał. Pasza oświadczył, że warunkiem pokoju jest osobiste złożenie przysięgi wierności Marokańczykom przez Askię i jego dygnitarzy. Mimo licznych wątpliwości i ostrzeżeń, zwłaszcza ze strony hi-koi Lahy, Mohammed Gao przystał na te warunki, zachęcony gwarancjami dawanymi przez jego sekretarza. Mahmud ben Zergun wydał przyjęcie na cześć przybyłych gości, w trakcie którego rozkazał uwięzić wszystkich Songhajczyków, poza Bukarem, co było powodem podejrzeń, iż był z nim w zmowie. Askia i jego 18 dostojników zostali przewiezieni do Gao, po czym zgładzeni na rozkaz paszy. Michel podaje, że inicjatorem sprowadzenia Askii był kaid Mami. Zasugerował on Mohammedowi, by jako gest dobrej woli w negocjacjach pokojowych dostarczył on żywność głodującym mieszkańcom Timbuktu. Gdy Askia przybył z zapasami żywności, został wraz ze świtą zamordowany na rozkaz Mahmuda, który chciał w ten sposób zemścić się za straty poniesione przez Marokańczyków podczas przeprawy przez Saharę . Czas panowania Askii szacowany jest na czterdzieści dni.

## Następcy
Po śmierci Askii Mohammeda Gao doszło do oficjalnego podziału Songhaju na dwa zwalczające się obozy. W miejsce zabitego Mohammeda armia wybrała na stanowisko Askii uwolnionego przez Mohammeda Nuha. Udało mu się ewakuować wielu Songhajów z opanowanych przez Maroko terenów. Wraz z nimi udał się do Dendi, dając początek nowemu, okrojonemu królestwu. Mahmud ben Zergun zdecydował się w celu uspokojenia Songhajczyków na mianowanie nowego Askii. Został nim kolejny z synów Askii Dauda – Sulejman, który pierwszy uznał władzę Marokańczyków.

## Drzewo genealogiczne
Askia Mohammed Gao był synem Askii Dauda i wnukiem założyciela dynastii Askii Mohammeda I. Z uwagi na bardzo liczną grupę synów Askii Mohammeda I oraz Askii Dauda, drzewo ogranicza się jedynie do panujących w Songhaju członków dynastii (oznaczonych kolorem zielonym). Wśród pozostałych braci Mohammeda Gao należy wymienić między innymi: władców królestwa Dendi – Askię Nuha, Askię El-Mustafę, Askię Mohammeda Sorko, Askię Haruna i Askię El-Amina oraz Askię Paszaliku Arma Sulejmana .
|            |            |            |            |                   |                   |                   |                   |                   |                   |              |              |                         |                         |                         |                         |                         |                         |               |               | Abi Bakr       |                |                |                |                |                |            |            |                    |                    |                    |                    |                    |                    |                       |                       |                       |                       |                       |                       |  |  |  |  |  |  |  |  |  |  |  |  |  |  |  |  |  |  |  |  |  |  |  |  |
|            |            |            |            |                   |                   |                   |                   |                   |                   |              |              |                         |                         |                         |                         |                         |                         |               |               |                |                |                |                |                |                |            |            |                    |                    |                    |                    |                    |                    |                       |                       |                       |                       |                       |                       |  |  |  |  |  |  |  |  |  |  |  |  |  |  |  |  |  |  |  |  |  |  |  |  |
|            |            |            |            |                   |                   |                   |                   |                   |                   |              |              |                         |                         |                         |                         |                         |                         |               |               |                |                |                |                |                |                |            |            |                    |                    |                    |                    |                    |                    |                       |                       |                       |                       |                       |                       |  |  |  |  |  |  |  |  |  |  |  |  |  |  |  |  |  |  |  |  |  |  |  |  |
|            |            |            |            |                   |                   |                   |                   |                   |                   |              |              | Askia Mohammed I Wielki | Askia Mohammed I Wielki | Askia Mohammed I Wielki | Askia Mohammed I Wielki | Askia Mohammed I Wielki | Askia Mohammed I Wielki |               |               |                |                |                |                |                |                |            |            |                    |                    |                    |                    |                    |                    | Amar Kamdiago         | Amar Kamdiago         | Amar Kamdiago         | Amar Kamdiago         | Amar Kamdiago         | Amar Kamdiago         |  |  |  |  |  |  |  |  |  |  |  |  |  |  |  |  |  |  |  |  |  |  |  |  |
|            |            |            |            |                   |                   |                   |                   |                   |                   |              |              | Askia Mohammed I Wielki | Askia Mohammed I Wielki | Askia Mohammed I Wielki | Askia Mohammed I Wielki | Askia Mohammed I Wielki | Askia Mohammed I Wielki |               |               |                |                |                |                |                |                |            |            |                    |                    |                    |                    |                    |                    | Amar Kamdiago         | Amar Kamdiago         | Amar Kamdiago         | Amar Kamdiago         | Amar Kamdiago         | Amar Kamdiago         |  |  |  |  |  |  |  |  |  |  |  |  |  |  |  |  |  |  |  |  |  |  |  |  |
|            |            |            |            |                   |                   |                   |                   |                   |                   |              |              |                         |                         |                         |                         |                         |                         |               |               |                |                |                |                |                |                |            |            |                    |                    |                    |                    |                    |                    |                       |                       |                       |                       |                       |                       |  |  |  |  |  |  |  |  |  |  |  |  |  |  |  |  |  |  |  |  |  |  |  |  |
| Askia Musa | Askia Musa | Askia Musa | Askia Musa | Askia Musa        | Askia Musa        |                   |                   | Askia Ismail      | Askia Ismail      | Askia Ismail | Askia Ismail | Askia Ismail            | Askia Ismail            |                         |                         | Askia Ishak I           | Askia Ishak I           | Askia Ishak I | Askia Ishak I | Askia Ishak I  | Askia Ishak I  |                |                | Askia Daud     | Askia Daud     | Askia Daud | Askia Daud | Askia Daud         | Askia Daud         |                    |                    |                    |                    | Askia Muhammad Benkan | Askia Muhammad Benkan | Askia Muhammad Benkan | Askia Muhammad Benkan | Askia Muhammad Benkan | Askia Muhammad Benkan |  |  |  |  |  |  |  |  |  |  |  |  |  |  |  |  |  |  |  |  |  |  |  |  |
| Askia Musa | Askia Musa | Askia Musa | Askia Musa | Askia Musa        | Askia Musa        |                   |                   | Askia Ismail      | Askia Ismail      | Askia Ismail | Askia Ismail | Askia Ismail            | Askia Ismail            |                         |                         | Askia Ishak I           | Askia Ishak I           | Askia Ishak I | Askia Ishak I | Askia Ishak I  | Askia Ishak I  |                |                | Askia Daud     | Askia Daud     | Askia Daud | Askia Daud | Askia Daud         | Askia Daud         |                    |                    |                    |                    | Askia Muhammad Benkan | Askia Muhammad Benkan | Askia Muhammad Benkan | Askia Muhammad Benkan | Askia Muhammad Benkan | Askia Muhammad Benkan |  |  |  |  |  |  |  |  |  |  |  |  |  |  |  |  |  |  |  |  |  |  |  |  |
|            |            |            |            |                   |                   |                   |                   |                   |                   |              |              |                         |                         |                         |                         |                         |                         |               |               |                |                |                |                |                |                |            |            |                    |                    |                    |                    |                    |                    |                       |                       |                       |                       |                       |                       |  |  |  |  |  |  |  |  |  |  |  |  |  |  |  |  |  |  |  |  |  |  |  |  |
|            |            |            |            | Askia Mohammed II | Askia Mohammed II | Askia Mohammed II | Askia Mohammed II | Askia Mohammed II | Askia Mohammed II |              |              | Askia Mohammed Bani     | Askia Mohammed Bani     | Askia Mohammed Bani     | Askia Mohammed Bani     | Askia Mohammed Bani     | Askia Mohammed Bani     |               |               | Askia Ishak II | Askia Ishak II | Askia Ishak II | Askia Ishak II | Askia Ishak II | Askia Ishak II |            |            | Askia Mohammed Gao | Askia Mohammed Gao | Askia Mohammed Gao | Askia Mohammed Gao | Askia Mohammed Gao | Askia Mohammed Gao |                       |                       |                       |                       |                       |                       |  |  |  |  |  |  |  |  |  |  |  |  |  |  |  |  |  |  |  |  |  |  |  |  |